# Catherine Delaunay

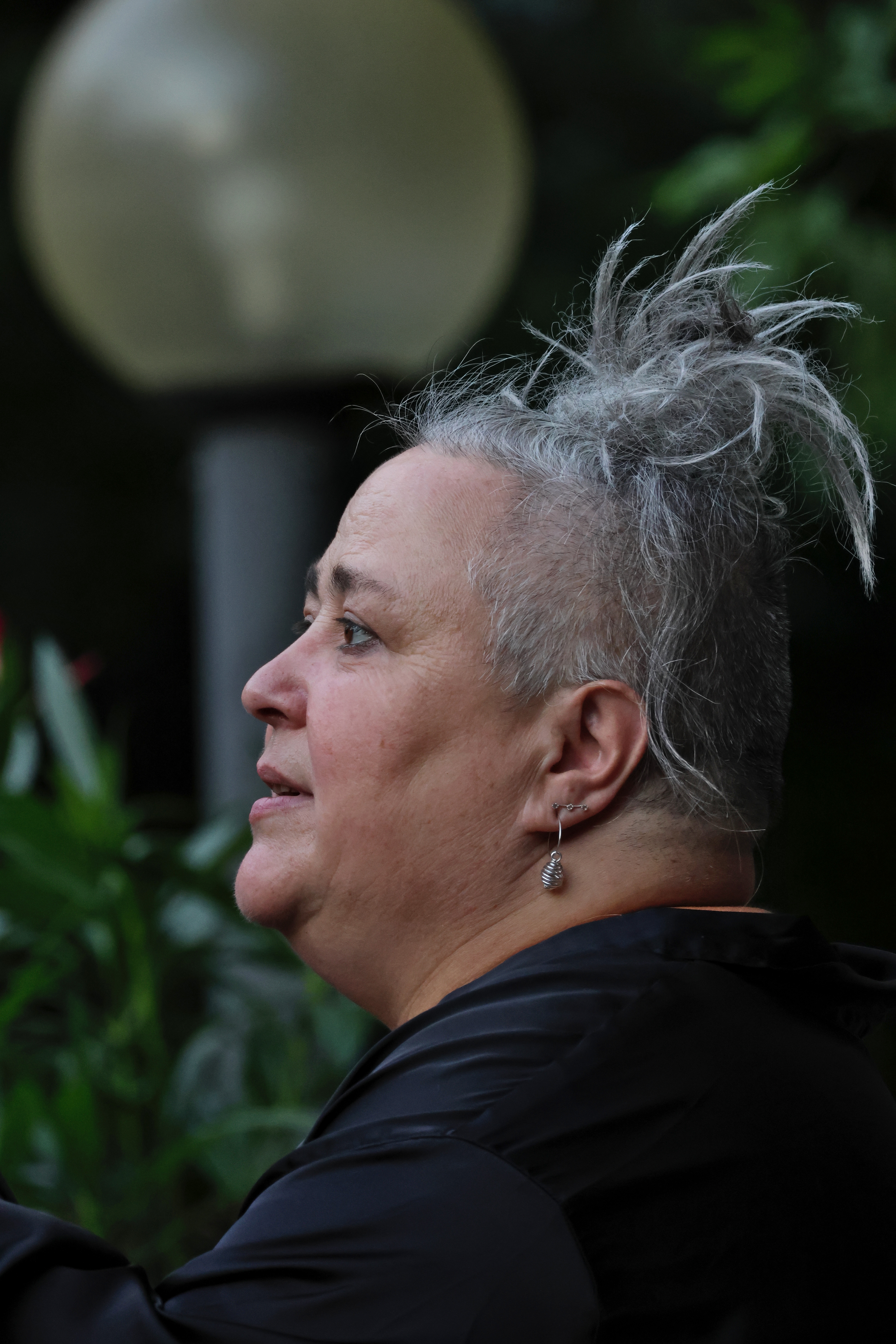
Catherine Delaunay, 2024

Catherine Delaunay (* 31. Oktober 1969 in Bordeaux) ist eine französische Jazzmusikerin (Klarinette, Saxophone, Komposition).

## Leben und Wirken
Delaunay, die in der Bretagne aufwuchs, begann im Alter von sechs Jahren mit Klarinettenunterricht. Später lernte sie Klavier (1978–1985). Sie studierte Musik am Conservatoire National de Région in Rennes und von 1989 bis 1995 am Conservatoire National Supérieur de Musique et de Danse in Lyon bei Jacques Di Donato und Jean-Claude Veilhan. Daneben studierte sie auch Schlagzeug bei Jean-Louis Méchali.
Bereits während des Studiums spielte sie in der Bigband von Laurent Dehors. Delaunay leitet verschiedene Gruppen, für die sie auch komponiert. Seit 2000 leitet sie die Fanfare Y'en a qui manquête pas d'air mit Lionel Martin, Daniel Casimir, Didier Havet und Tatiana Lejude. In Sois patient car le loup arbeitet sie mit John Greaves, Isabelle Olivier, Thierry Lhiver und Guillaume Séguron zusammen.
Delaunay tritt zudem im Duo mit dem Saxophonisten Pascal Van den Heuvel oder der Schlagzeugerin Tatiana Lejude auf, im Trio Plumes mit Édouard Ferlet und Benoît Dunoyer de Segonzac. Sie gehört auch zu Tomassenko von Olivier Thomas (mit Laurent Rousseau, Michel Massot und Etienne Plumer). Weiterhin ist auf Alben von Régis Huby, Jacques Thollot, Claude Tchamitchian, Annette Banneville und Laurent Dehors zu hören, des Weiteren auf Rituels (2020) des Orchestre National de Jazz.
Mit Pierre Badaroux am Kontrabass vertonte Delaunay Stummfilmklassiker. Sie spielte auch mit Daniel Goyone, Serge Lazarevitch, Lucia Reccio, Denis Chancellé, Philippe Botta, Marc Ducret, Dave Burrell, Takayuki Kato, Nobuyoshi Ino, Yuri Kusetsov oder Vladimir Volkoff.

## Diskographische Hinweise
- Catherine Delaunay / Bruno Tocanne: Tocade (Agape 2000)
- Sois patient car le loup (Le 9 Filles de Zeus 2011)
- Guillaume Séguron – Catherine Delaunay – Davu Seru: La double vie de Pétrichor (nato 2015)